# Action ou vérité ?
Pour les articles homonymes, voir Action ou Vérité.
 (juillet 2018).
Si vous disposez d'ouvrages ou d'articles de référence ou si vous connaissez des sites web de qualité traitant du thème abordé ici, merci de compléter l'article en donnant les références utiles à sa vérifiabilité et en les liant à la section « Notes et références ».

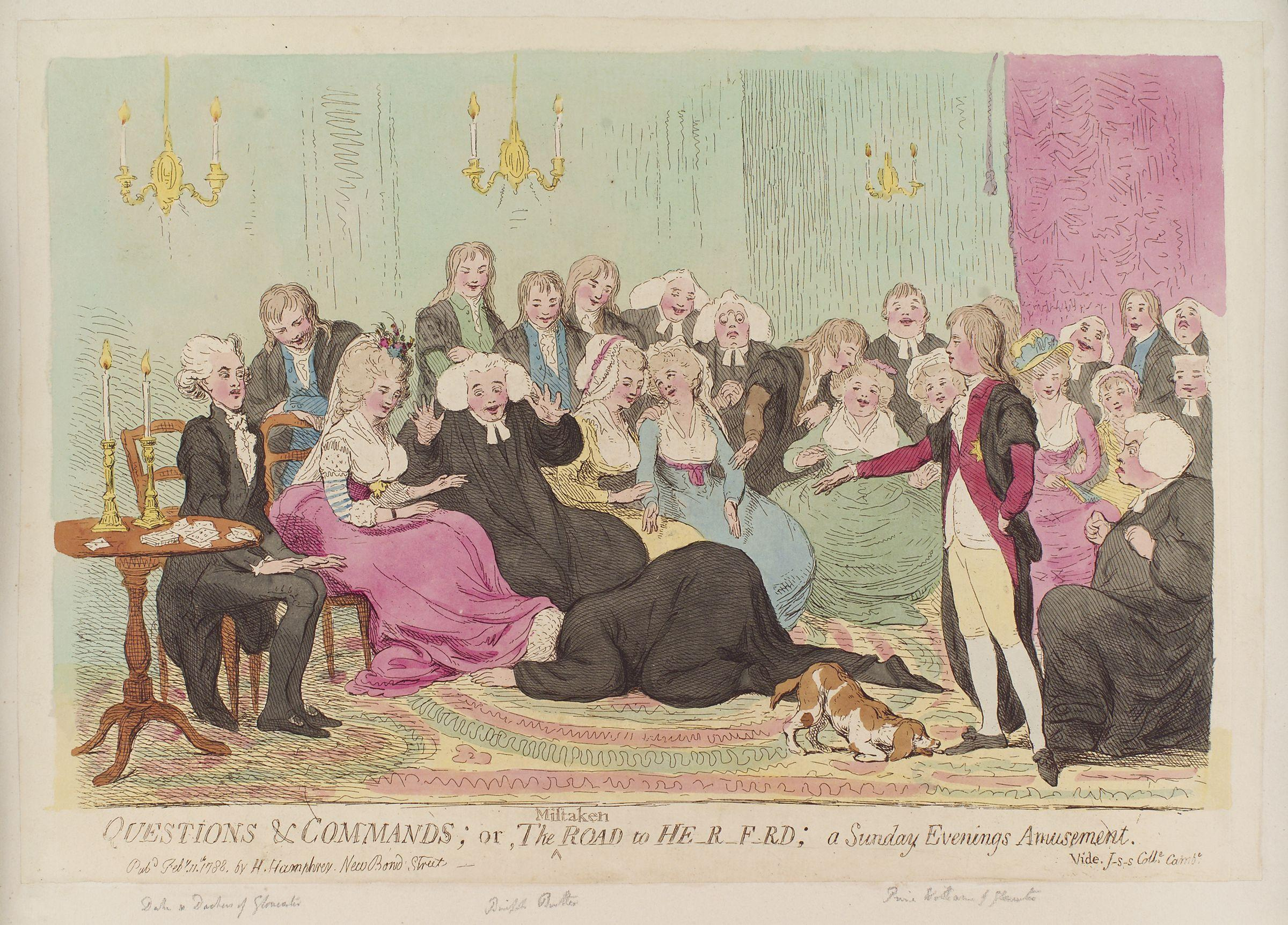
« Questions and Commands ; ou, le mauvais chemin vers He-r-f-rd : amusement du dimanche soir, 1788, par James Gillray. Une scène de salon où des hommes et des femmes participent à un jeu de société, le juge se penchant sous le jupon d’une femme, illustrant les interactions et jeux sociaux de l’époque. »

Action ou vérité ?, également appelé Vérité ou conséquence[réf. nécessaire], est un jeu de société informel dans lequel les participants proposent chacun à leur tour à un autre participant de choisir entre répondre à une question ou accomplir un gage, l'intérêt du jeu résidant dans le caractère tout aussi embarrassant de l'un ou l'autre des choix. Il tire son nom de la phrase par laquelle les joueurs se défient les uns les autres.
Ce jeu, particulièrement populaire auprès des adolescents, se pratique généralement dans le contexte de fêtes privées. Il n'est pas rare que les règles soient changées au profit de modes de jeu moins « tendres ». Dans ces parties-là, les gages sont à forte connotation sexuelle et le jeu se rapproche plus du jeu de la bouteille.

## Règles du jeu
Les règles de ce jeu diffèrent selon les assemblées, notamment concernant :
- le fait que les joueurs aient connaissance ou non de la question à laquelle ils devront répondre avant de faire leur choix ;
- la manière dont sont choisis les deux joueurs impliqués dans chaque défi (celui qui va le lancer et celui qui va le relever) : ce peut être celui qui vient de répondre ou d'accomplir son gage qui lance le défi suivant au participant de son choix, ou bien un tirage peut être effectué en faisant tourner une bouteille ;
- la rédaction à l'avance ou l'improvisation de la liste des gages ou des questions ;
- le fait que l'on n'ait pas le droit de prendre deux fois de suite « vérité » ;
- les actions collectives ;
- ne pas donner plusieurs fois la même action.

### Action
Quelqu'un donne à une autre personne une tâche ou un gage à accomplir. Exemple : embrasser une personne inconnue ou non, jeter un objet, crier quelque chose à voix haute, etc. Mais le joueur a le droit de refuser l'action pour un autre gage.

### Vérité
Quelqu'un pose à une autre personne une question où il faut obligatoirement répondre. Exemples : « Es-tu vraiment sorti avec untel ? », « As-tu déjà fait des choses avec untel ? ».
Les joueurs peuvent d'un commun accord décider que si l'un des joueurs refuse de répondre, une action plus difficile choisie par les autres joueurs lui sera attribuée.

### Conséquence
Quelqu'un met une autre personne dans une situation donnée où plusieurs choix différents sont possibles, tout en sachant qu'il faudra obligatoirement choisir une et une seule des propositions (en règle générale, trois choix, nommés a, b et c sont faits à la personne mise en situation). Exemple vraiment basique (mise en situation) : « Tu es sous ta douche, quand soudain tu entends la porte de la salle de bain qui s'ouvre alors que tu es seul chez toi. Que fais-tu ? Propositions : A- Tu ne fais rien, tu continues à prendre tranquillement ta douche. B- Tu as trop peur d'ouvrir la porte de la douche pour regarder, donc tu mets l'eau brûlante au cas où c'est une personne qui est entrée et qu'elle voudrait t'agresser. C- Tu ouvres carrément la porte de la douche et tu sautes, prêt à bondir si un inconnu est entré dans la salle de bain ».
Bien évidemment, cet exemple est tout à fait basique, mais les possibilités de situations sont illimitées. De même, la conséquence peut être courte ou longue. Une conséquence courte est une conséquence qui s'arrête dès que la personne a fait son choix, sans suite à la conséquence. Une conséquence longue continue après la première situation. Une nouvelle conséquence va donc découler du choix précédent, créant ainsi une nouvelle situation inventée par la personne qui fait la conséquence, où il faudra à nouveau faire un choix, et ainsi de suite. Exemple : la personne a choisi la proposition C dans l'exemple précédent. Nouvelle situation : « Il y a un bien quelqu'un qui est entré dans la salle de bain, et c'est un cambrioleur. Que fais-tu ? A- Tu prends ton rasoir électrique et tu lui sautes dessus, B- etc. »

## Différents jeux disponibles
Sous le nom de « Bouteille infernale », l'éditeur de jeux de société Lansay a sorti une bouteille dotée d'électronique qui se charge d'annoncer le gage au joueur désigné par le sort. Des applications pour mobile ont également repris le principe du jeu, ainsi que des sites web.
Toutefois, ce jeu suscite beaucoup de versions et il est donc impossible d'en définir exactement les règles. Principalement nommée aussi « action, chiche ou vérité », cette version est la plus courante[réf. nécessaire]. Elle consiste à :
- action : une action est donnée et le joueur a obligation de l'accomplir ;
- chiche : trois actions sont proposées au joueur et il doit en choisir une et l'accomplir ;
- vérité : le joueur doit répondre de façon détaillée et sincère à une question posée.

## Œuvres

### Cinéma
Ce type de jeu est le sujet des films Triple Dog (en) et Action ou Vérité.
Ce jeu est régulièrement mis en scène dans les films, notamment les teen movies.